# Shutruk-Nakhunte II
Shutruk-Nakhunte II (fl. VIII-VII secolo a.C.) è stato un sovrano elamico.
Regnò dal 717 al 699 a.C. Fu contemporaneo dei re assiri Sargon II e Sennacherib. In particolare, fu avversario di Sargon, che era impegnato a soggiogare la resistenza caldea in Babilonia.
Intorno al 710, Sargon riuscì a vincere l'alleanza tra Caldei ed Elamiti, riconquistando all'Impero assiro i rapporti commerciali con Dilmun ed Ellipi. Shutruk-Nakhunte continuò ad appoggiare la resistenza anti-assira in Babilonia e si confrontò poi con Sennacherib, ma fu sconfitto a Kish.
Gli successe Khallutash-Inshushinak.